# غاستون موريس
غاستون موريس (بالإنجليزية: Errol Morris) (و. 1948  م) هو مخرج أفلام، وكاتب سيناريو، وكاتب غير روائي أمريكي، وهو عضوٌ في الأكاديمية الأمريكية للفنون والعلوم.

## التعليم
تعلم في جامعة ويسكونسن-ماديسون، ومعهد الفنون في سان فرانسيسكو.

## جوائز
حصل على جوائز منها:
- زمالة ماك آرثر
- جائزة إدغار.

## وصلات خارجية
- غاستون موريس على موقع IMDb (الإنجليزية)
- غاستون موريس على موقع الموسوعة البريطانية (الإنجليزية)
- غاستون موريس على موقع روتن توميتوز (الإنجليزية)
- غاستون موريس على موقع مونزينجر (الألمانية)
- غاستون موريس على موقع ألو سيني (الفرنسية)
- غاستون موريس على موقع أول موفي (الإنجليزية)
- غاستون موريس على موقع بوكس أوفيس موجو (الإنجليزية)
- غاستون موريس على موقع قاعدة بيانات الأفلام السويدية (السويدية)
- غاستون موريس على موقع إن إن دي بي (الإنجليزية)
- غاستون موريس على موقع ديسكوغز (الإنجليزية)